# Idomacromia jillianae
Idomacromia jillianae är en trollsländeart som beskrevs av Klaas-Douwe B. Dijkstra och Kisakye 2004. Idomacromia jillianae ingår i släktet Idomacromia och familjen skimmertrollsländor. IUCN kategoriserar arten globalt som otillräckligt studerad. Inga underarter finns listade i Catalogue of Life.